# Класно-урочна система навчання
Класно-урочна система навчання — переважна в сучасній освіті і повсюдно поширена організація процесу навчання, коли для проведення навчальних занять учні одного і того ж віку групують в невеликі колективи (класи), що зберігають свій склад протягом встановленого періоду часу (зазвичай, навчального року), причому всі учні працюють над засвоєнням одного і того ж матеріалу. При цьому основною формою навчання є урок.
Класно-урочну систему навчання ввели в практику друг і соратник Мартіна Лютера Філіп Меланхтон (1497—1560) та німецький педагог Йоганнес Штурм (1507—1589). До цього заняття в школах починалися не раз на рік, а тоді, коли учень приходив до школи, що змушувало вчителя з кожним учнем займатися індивідуально; не було можливості давати всім одне й те завдання.
Надалі теоретичне обґрунтування системі дав Я. А. Коменський; згодом систему розвинув і доповнив К. Д. Ушинський.
Основні ознаки класно-урочної системи навчання:
- всі члени навчальної групи в той самий час вивчають одну й ту саму тему, одне й те саме питання, тим самим чином;
- зміст навчання поділяється на вузькоспеціальні навчальні предмети, а кожен предмет вивчається окремо;
- учні діляться на класи — навчальні групи, постійні за складом, однорівневі (у сенсі вивчення програми); звідси виникли однорівневі (одні вікові) класи;
- для всіх членів групи (класу) визначається та сама послідовність вивчення тем і розділів навчального предмета;
- за характером діяльності виділяються дві різні групи людей: одні лише навчають (вчителі), інші лише навчаються (учні);
- вивчення певного навчального предмета організується однією «мовою» всім членам класу;
- визначаються загальні для всіх членів групи початок і кінець занять, кількість, тривалість і час перерв на відпочинок.

Класно-урочна система навчання є одним із проявів групового способу навчання — суспільно-історичної формації організації навчання, яка домінує у світі протягом кількох століть.
Системами навчання, відмінними від класно-урочної, є:
- випробувані в 1920-х роках в СРСР та відкинуті лабораторна та проектна системи[3];
- створювана в даний час система колективного навчання за індивідуальними програмами.